# Battye Glacier
Battye Glacier är en glaciär i Antarktis. Den ligger i Östantarktis. Australien gör anspråk på området. Battye Glacier ligger 484 meter över havet.
Terrängen runt Battye Glacier är kuperad åt nordväst, men åt sydost är den platt. Trakten är obefolkad. Det finns inga samhällen i närheten. 